# Jēkabpils
Jēkabpils (tyska: Jakobstadt, polska: Jakubów) är en stad i Lettland, belägen halvvägs mellan Riga och Daugavpils. Staden ligger på de båda bankar som floden Daugava bildar och de förbinds med en bro. 
Staden är belägen i den historiska regionen Kurland och grundades av 1650 av Jakob av Kurland. Den är känd för slaget vid Jakobstadt under Stora nordiska kriget och för att ha varit plats för en flygbas under kalla kriget: Jēkabpils flygbas.